# Extended Unix Coding
Pour les articles homonymes, voir EUC.
Extended Unix Coding (EUC) est un codage des caractères sur 8 bits utilisé premièrement par le japonais et le coréen.
Au Japon, ce codage est intensivement utilisé par les systèmes d'exploitation de type Unix, mais est rarement utilisé ailleurs. EUC est cependant le moins utilisé des 3 principaux codage du japonais, derrière l'ISO-2022-JP (JIS) et le codage Shift-JIS.

## EUC-CN
EUC-CN est équivalent au standard GB2312 pour les caractères chinois simplifiés.

## EUC-JP
Dans le codage EUC-JP pour le japonais, les valeurs de 7-bit utilisées dans l'ISO-2022-JP sont simplement incrémentée de 128. Ceci autorise un passage facile du code ASCII 7-bit au code 8-bit japonais sans le besoin d'utiliser un caractère d'échappement comme c'est le cas pour avec l'ISO-2022-JP.

## EUC-KR
EUC-KR est un codage sur 8 bit similaire à l'ISO-2022-KR (KS X 1001), implémenté avec le même principe d'ajout de 128 à chaque octet.

## EUC-TW
EUC-TW est un codage utilisé pour les caractères chinois traditionnels comme ceux utilisés à Taïwan. Cependant, il n' y est que rarement utilisé. Le codage Big5 y est beaucoup plus commun.